# Бобово (гмина)
Бобово (пол. Bobowo) — сельская гмина (волость) в Польше, входит как административная единица в Старогардский повет, Поморское воеводство. Население — 2838 человек (на 2004 год).

## Демография
| Перепись                       | Всего   | Всего | Женщины | Женщины | Мужчины | Мужчины |
| ------------------------------ | ------- | ----- | ------- | ------- | ------- | ------- |
| Единицы                        | человек | %     | человек | %       | человек | %       |
| Население                      | 2838    | 100   | 1399    | 49,3    | 1439    | 50,7    |
| Плотность населения (чел./км²) | 54,9    | 54,9  | 27,1    | 27,1    | 27,8    | 27,8    |

## Соседние гмины
1. Гмина Любихово
2. Гмина Можещын
3. Гмина Пельплин
4. Гмина Скурч
5. Гмина Старогард-Гданьски